# Précy-sur-Marne
Précy-sur-Marne è un comune francese di 754 abitanti situato nel dipartimento di Senna e Marna nella regione dell'Île-de-France.

## Società

### Evoluzione demografica
Abitanti censiti